# 宮川達彦
宮川 達彦（みやがわ たつひこ、1977年9月12日  - )は、日本のソフトウェアエンジニア。2013年からRebuild.fmというポッドキャスト番組を制作している
Perlに関するカンファレンスYAPCを東京で開催すべくYAPC::Asiaを立ちあげ、2006年に初回を開催。以降、2008年まで実行委員長を務める。YAPC::AsiaやPlaggerなどの活動が評価され、Perlコミュニティに多大な貢献をもたらした人を選出するWhite Camel Awardを日本人で初めて受賞した。

## 略歴
- 浅野高等学校卒業
- 東京大学理学部情報科学科卒業

## 職歴
- 2000年 - 株式会社オン・ザ・エッヂへアルバイトとして参加。大学卒業後に入社。[4]
- 2004年 - 株式会社ライブドア（旧株式会社オン・ザ・エッヂ）退職
- 2005年 - シックス・アパート株式会社[5]へ参加
- 2011年 - Say Media Inc.（旧シックス・アパート株式会社）退職[6]
- 2011年 - dotCloud, Inc.（現Docker, Inc.) へ参加[7]
- 2012年2月 - Cookpad Inc.へ参加[8]
- 2015年9月 - Fastly, Inc. へ参加[9]

## 著書

### 寄稿
- プログラマが知るべき97のこと（2010年12月18日、オライリー・ジャパン）ISBN 978-4873114798

### 共著
- Blog Hacks ―プロが教えるテクニック&ツール100選（2004年8月7日、オライリー・ジャパン）ISBN 978-4873111742
- まるごとPerl! : Web 2.0をプログラミングしよう v.1（2006年8月24日、インプレスコミュニケーションズ）ISBN 978-4844322894

### 翻訳
- Perlデータマンジング : データ加工のテクニック集（2003年1月、ピアソンエデュケーション）ISBN 978-4894715585

### 監修
- 実践 Ajax ―Web2.0アプリケーション開発への手引き（2006年10月5日、オライリー・ジャパン）ISBN 978-4873113012